# Заминдар
Заминда́р (от перс. земиндер — «землевладелец») — в государствах средневековой Индии в широком значении слова — феодальный наследственный держатель земли.

## История
В Делийском султанате и Империи Великих Моголов заминдар — обычно правитель вассального княжества, вождь вассального племени. В XVII—XVIII веках заминдарами называли наследственных откупщиков налогов, в особенности в Бенгалии, Бихаре и Центральной Индии. В Северо-Западной Индии в ту же эпоху заминдар — также крестьянин, полноправный общинник.
После английского колониального завоевания термином «заминдар» в различных провинциях Британской Индии стали называть различные группы феодалов, утверждённых в правах земельных собственников. Верховным собственником земли при этом объявлялись английские колониальные власти. Различалось постоянное (земельный налог фиксировался «навечно») и временное (налог пересматривался каждые 20-40 лет) заминдарство. Именно система «заминдари» в дальнейшем стала основным источником британского колониального дохода в Индии.
«Политика колониальных правителей заключалась в извлечении максимума доходов в Индии, прежде всего в сельской местности, и в превращении её в источник сырья и рынок сбыта для промышленных товаров, произведённых в Британии, однако в различных местах она проводилась по-разному. Это привело к формированию в регионах Индии трёх типов землепользования, имевших важные последствия для дальнейшего развития сельского хозяйства, а также к неодинаковым процессам разрушения ремёсел в результате импорта дешёвых промышленных товаров из-за рубежа. Введение системы заминдари в восточной Индии (Бенгалия) привело к возникновению паразитического класса сборщиков ренты, не заинтересованного в производительных инвестициях. Растущее бремя земельной ренты в сочетании с ростовщичеством привело к пауперизации крестьян и ремесленников. В областях, где были приняты системы райотвари (Бомбей и Мадрас) и махалвари (Пенджаб, Северо-Западная пограничная провинция), признавались бо́льшие права крестьян на землю, механизм изъятия ренты был менее жёстким, а в некоторых районах Большого Пенджаба конфискация земли у крестьян-должников и передача её кредиторам были ограничены. Поэтому разрушительное воздействие этих двух систем проявилось в значительно меньшей мере».
В первой половине XX века заминдары — собирательное обозначение феодалов-помещиков, владевших землёй по системе «заминдари» в Британской Индии, а также феодалов в индийских княжествах. В независимой Индии в 50-е годы XX века были проведены законы об отмене системы «заминдари».